# Iris ser. Californicae
Iris series Californicae es una serie del género Iris, en el subgénero de Limniris.

## Descripción
Todos ellos poseen finos y nervudos rizomas y raíces. También tienen estrechas y largas hojas perennes. Qué son coriáceas y de color verde oscuro.
Tienen tallos no ramificados que llevan 2 o 3 flores. Las plantas no se aglutinan rápidamente y producen muchos tallos. Prefieren suelos ácidos. (Todos excepto 'Iris douglasiana', que prefiere los suelos alcalinos). En la naturaleza, todas las especies se encuentran en los suelos en pendientes con un buen drenaje. Crecen en el borde del bosque. No les gusta la perturbación de la raíz, por lo que pueden ser difíciles de cultivar para el jardinero. Pueden ser cultivadas en grandes ollas de barro en el Reino Unido, para poder protegerlas en el invierno. o que podrían ser cultivadas a partir de semillas, para detener la perturbación de la raíz. La mayoría florece entre mediados desde primavera hasta principios de verano. abril a junio (en el Reino Unido). Las hojas se vuelven de color rojo en el otoño. Se han utilizado para crear varios híbridos. Sobre todo en los Estados Unidos.
Son originarios de la costa oeste de EE. UU., nativos de California, Oregon y Washington; en su mayoría son de tamaño enano y florecen a principios de verano. Su color varía dependiendo de la especie.

## Especies
- Iris bracteata S.Watson
- Iris chrysophylla Howell
- Iris douglasiana Herb.
- Iris fernaldii R.C.Foster
- Iris hartwegii Baker
- Iris innominata L.F.Hend.
- Iris macrosiphon Torr.
- Iris munzii R.C.Foster
- Iris purdyi Eastw.
- Iris tenax Douglas ex Lindl.
- Iris tenuissima Dykes